# غوفر متغير
غوفر متغير (الاسم العلمي:Orthogeomys heterodus) هو نوع من الحيوانات يتبع جنس غوفر مستقيم من فصيلة الغوفرية.